# دهستان سرابیز
دهستان سرابیز یکی از دهستان‌های شهرستان باشت در استان کهگیلویه و بویراحمد ایران است. این دهستان در بخش مرکزی شهرستان باشت قرار دارد و براساس سرشماری مرکز آمار ایران در سال ۱۳۹۰، جمعیت آن ۲۹۲۴ نفر (در ۶۳۵ خانوار) بوده‌است.